# Динамо (футбольный клуб, Зугдиди)
«Динамо» (груз. საფეხბურთო კლუბი ზუგდიდი) — грузинский футбольный клуб из города Зугдиди. Выступает на Центральном стадионе в селе Ганарджиис-Мухури, вмещающем 2000 зрителей.
В 2018 году клуб, носивший тогда название «Зугдиди», был приобретён на аукционе бывшим футболистом Зазой Джанашией, начинавшим там свою карьеру.

## Названия
- 1918—19??: «Одиши» (груз. ოდიში)
- 1964—1965: «Энгуреси» (ენგურჰესი)
- 1965—1973: «Ингури» или «Энгури» (ენგური)
- 1974—1990: «Динамо» (დინამო)
- 1990—1994: «Одиши»
- 1994—1995: «Динамо»
- 1995—1996: «Динамо-Одиши»
- 1996—1999: «Одиши»
- 2000—2001: «Динамо»
- 2001—2003: «Лазика» (ლაზიკა)
- 2003: «Спартак-Лазика» (სპარტაკ-ლაზიკა)
- 2004: «Динамо»
- 2004—2006: «Зугдиди»
- 2006—2009: «Мглеби» (მგლები)
- 2009—2012: «Баия» (ბაია)
- 2012—2019: «Зугдиди»
- с 2020: «Динамо»[2][3]

Примечание. В Зугдиди имеется также муниципальная команда «Одиши 1919», с 2010-х годов участвует в турнирах нижестоящих дивизионов (сначала как «Лазика»), с 2016 года играет также в Кубке Грузии. Провела два сезона во Второй лиге (2014/15, 2016) и один раз сыграла в Кубке Грузии (2017) команда «Одиши 1919-2». В Кубке Грузии 2000/2001 сыграла команда «Лазика-2».

## История
Клуб основан в 1918 году под названием «Одиши». В 1966—1969 годах под названием «Ингури» выступал в классе «Б» первенства СССР, в сезонах 1965/66—1967/68 — также в Кубке СССР. В 1974—1980 годах играл во Второй лиге под названием «Динамо». В 1990 году дебютировал в чемпионате Грузии под названием «Одиши». В сезоне 1998/99 занял 15-е место и перешёл в Первую лигу. В Первой лиге в сезоне 1999/2000 играли две команды из Зугдиди: «Одиши» и «Лазика», в сезоне 2000/01 — «Динамо», в сезоне-2001/02 — «Лазика». В сезоне-2002/03 «Лазика» заняла 1-е место и вышла в высшую лигу. Перед началом сезона-2003/04 объединилась с тбилисским «Спартаком», команда получила название «Спартак-Лазика», во время зимней паузы переехала в Тбилиси. По итогам сезона-2003/04 заняла 11-е место из 12 и потеряла место в высшей лиге, после чего объединённая команда перестала существовать, а в Зугдиди была воссоздана команда «Динамо», получившая название «Зугдиди».
В июле 2006 года «Зугдиди» (выступавший в сезоне-2005/06 в Первой лиге) объединился с любительским клубом «Мглеби» Зугдиди, взяв его имя и продолжив выступление в Первой лиге. По итогам сезона-2006/07 вышел в высшую лигу, где дважды подряд занимал 7-е место, но в 2009 году из-за финансовых проблем деятельность клуба была приостановлена.
Команда «Байя» Зугдиди была основана в 2006 году, в сезоне-2008/09 являлась второй командой «Мглеби», заняла 2-е место в западной зоне Первой лиги и вышла в высшую лигу, объединившись с «Мглеби». В 2012 году переименована в «Зугдиди». По итогам сезона 2016 вылетела из высшей лиги в Первую (лига стала называться Эровнули лига 2), а на следующий год — и во Лигу 3, но по итогам сезона-2018 вернулась обратно в Эровнули лигу 2.

## Высшие достижения
- Чемпионат СССР: 3-е место в зональном турнире Второй лиги 1978 года
- Чемпионат Грузии: 5-е место в высшей лиге (1997/98), победитель Первой лиги (2003, 2007)